# Gérard Biau
Gérard Biau est un professeur français spécialiste en statistique et apprentissage statistique.

## Biographie
Ancien élève de l'École nationale supérieure des mines de Paris (promotion 1994), Gérard Biau soutient un doctorat sous la direction d'Alain Berlinet à l'Université de Montpellier. Après l'obtention de l'habilitation à diriger des recherches en 2003, il devient professeur à l’Université de Montpellier en 2004. En 2007, il rejoint le laboratoire de Probabilités, Statistique et Modélisation de Sorbonne Université. Gérard Biau est à ce jour membre fondateur et directeur de SCAI, le Centre d’Intelligence Artificielle de Sorbonne Université,.
Il a été membre junior de l'Institut universitaire de France de 2012 à 2017 et  président de la Société française de statistique de 2015 à 2018. En 2018, il reçoit le Prix Michel-Monpetit. En 2024, il est nommé membre senior de l'Institut universitaire de France et est élu la même année à l'Académie des sciences,.
Gérard Biau est éditeur associé des revues de statistique International Statistical Review (depuis 2009), Journal of the American Statistical Association (depuis 2017), Biometrika (depuis 2018) et The Annals of Statistics (depuis 2019).

## Travaux
Ses travaux concernent en particulier l'étude des propriétés statistiques des algorithmes d'intelligence artificielle: les forêts aléatoires,, la statistique des données fonctionnelles,, le  gradient boosting, la méthode des k plus proches voisins, les réseaux antagonistes génératifs,, les réseaux de neurones récurrents et, plus récemment, les réseaux de neurones informés par la physique ,.
Il est l'un des trois auteurs du manuel d'enseignement Mathématiques et statistique pour les sciences de la nature et co-auteur, avec Luc Devroye, de l'ouvrage Lectures on the Nearest Neighbor Method.

## Récompenses
- 2003 : Prix Marie-Jeanne Laurent-Duhamel[26]
- 2018 : Prix Michel-Monpetit[5]
- 2023 : Forum Lecturer, 34th European Meeting of Statisticians, Varsovie[27]